# Atletica leggera ai Giochi della XXIV Olimpiade - Staffetta 4×100 metri femminile

Video della Finale

La staffetta 4×100 metri ha fatto parte del programma femminile di atletica leggera ai Giochi della XXIV Olimpiade. La competizione si è svolta nei giorni 30 settembre-1º ottobre 1988 allo Stadio olimpico di Seul.

## Presenze ed assenze delle campionesse in carica
| Competizione        | Atleta       | Prestazione | Seul 1988 |
| ------------------- | ------------ | ----------- | --------- |
| Olimpiadi 1984      | Stati Uniti  | 41”65       | Presenti  |
| Commonwealth 1986   | Inghilterra  | 43”39       | [ E 1 ]   |
| Goodwill Games 1986 | Stati Uniti  | 42”12       | Presenti  |
| Europei 1986        | Germania Est | 41”84       | Presente  |
| Asiatici 1986       | Cina         | 44”78       | Presente  |
| Panamericani 1987   | Stati Unirti | 42”91       | Presenti  |
| Africani 1987       | Nigeria      | 43”44       | Non qual. |
| Mondiali 1987       | Stati Uniti  | 41”58       | Presenti  |

1. ↑  Ai Giochi partecipa la Gran Bretagna.

## La gara
Finale: Dopo due passaggi approssimativi di testimone, all'ultima curva le americane sono una decina di metri dietro la Germania Est e l'URSS. Ma l'ultima frazionista sovietica inciampa e rimane indietro, mentre Evelyn Ashford si lancia all'inseguimento di Marlies Göhr e l'agguanta a 15 metri dal traguardo. L'oro è degli USA.

## Risultati

### Turni eliminatori
| 3 Batterie   | 30 settembre | 19 staffette | Si qualificano le prime 4 staffette (Q) + i 4 migliori tempi (q). |
| 2 Semifinali | 1º ottobre   | 8 + 8        | Si qualificano i primi 4 (Q).                                     |
| Finale       | 1º ottobre   | 8 staffette  |                                                                   |

### Batterie
Venerdì 30 settembre 1988.
| Pos | Nazione          | Atlete                                                                             | Tempo | Note |
| --- | ---------------- | ---------------------------------------------------------------------------------- | ----- | ---- |
| 1   | Unione Sovietica | Marina Jirova, Lioudmila Kondratieva, Galina Maltchougina, Natalia Pomochtchnikova | 42"88 | Q    |
| 2   | Germania Ovest   | Sabine Richter, Ulrike Sarvari, Ute Thimm, Andrea Thomas                           | 42"99 | Q    |
| 3   | Francia          | Laurence Bily, Marie-Christine Cazier-Ballo, Françoise Leroux, Muriel Leroy        | 43"43 | Q    |
| 4   | Bulgaria         | Valia Demireva, Jordanka Donkova, Nadejda Gueorguieva, Tzvetanka Ilieva            | 43"93 | Q    |
| 5   | Colombia         | Amparo Caicedo, Norfalia Carabali, Olga Escalante, Ximena Restrepo                 | 45"46 | q    |
| 6   | Taipei cinese    | Fen-Hwa Chang, Wen-Ing Chen, Ya-Li Chen, Shu-Hwa Wang                              | 46"21 |      |

| Pos | Nazione       | Atlete                                                              | Tempo | Note |
| --- | ------------- | ------------------------------------------------------------------- | ----- | ---- |
| 1   | Germania Est  | Kerstin Behrendt, Marlies Goehr, Ingrid Lange, Silke Moeller        | 42"92 | Q    |
| 2   | Giamaica      | Ethlyn Tate, Grace Jackson, Viviene Spence, Laurel Johnson          | 43"50 | Q    |
| 3   | Canada        | Angela Bailey, Angela Phipps, Angela Issajenko, Katurah Anderson    | 43"92 | Q    |
| 4   | Cina          | Xiaoqiong Zhang, Shaomei Liu, Zhiling Xie, Caihua Zhang             | 44"29 | Q    |
| 5   | Italia        | Rita Angotzi, Daniela Ferrian, Marisa Masullo, Rossella Tarolo      | 44"33 | q    |
| 6   | Grecia        | Maria Tsoni, Paraskevi Patoucidou, Georgia Zouganeli, Marina Skordi | 45"44 | q    |
| 7   | Corea del Sud | Mi-Kyong Yoon, Yang-Ja Woo, Mi-Sun Park, Young-Sook Lee             | 45"83 |      |

| Pos | Nazione       | Atlete                                                          | Tempo | Note |
| --- | ------------- | --------------------------------------------------------------- | ----- | ---- |
| 1   | Stati Uniti   | Alice Brown, Sheila Echols, Dannette Young, Evelyn Ashford      | 42"39 | Q    |
| 2   | Gran Bretagna | Sallyanne Short, Beverly Kinch, Simmone Jacobs, Paula Dunn      | 43"91 | Q    |
| 3   | Paesi Bassi   | Nelli Cooman, Gretha Tromp, Marjan Olyslager, Els Vader         | 43"96 | Q    |
| 4   | Polonia       | Jolanta Janota, Ewa Pisiewicz, Agnieszka Siwek, Joanna Smolarek | 43"98 | Q    |
| 5   | Ghana         | Veronica Bawuah, Dinah Yankey, Mercy Addy, Martha Appiah        | 44"12 | q    |
| 6   | Uganda        | Oliver Acii, Grace Buzu, Farida Kyakutema, Ruth Kyalisiima      | 46"55 |      |

### Semifinali
Sabato 1º ottobre 1988
| Pos | Nazione          | Atlete                                                                             | Tempo | Note |
| --- | ---------------- | ---------------------------------------------------------------------------------- | ----- | ---- |
| 1   | Unione Sovietica | Lioudmila Kondratieva, Galina Maltchougina, Marina Jirova, Natalia Pomochtchnikova | 42"01 | Q    |
| 2   | Germania Est     | Silke Moeller, Kerstin Behrendt, Ingrid Lange, Marlies Goehr                       | 42"23 | Q    |
| 3   | Giamaica         | Ethlyn Tate, Grace Jackson, Juliet Cuthbert, Merlene Ottey                         | 43"30 | Q    |
| 4   | Polonia          | Joanna Smolarek, Jolanta Janota, Ewa Pisiewicz, Agnieszka Siwek                    | 43"44 | Q    |
| 5   | Paesi Bassi      | Nelli Cooman, Gretha Tromp, Marjan Olyslager, Els Vader                            | 43"48 |      |
| 6   | Gran Bretagna    | Sallyanne Short, Beverly Kinch, Simmone Jacobs, Paula Dunn                         | 43"50 |      |
| 7   | Italia           | Rita Angotzi, Rossella Tarolo, Daniela Ferrian, Marisa Masullo                     | 43"97 |      |
| 8   | Grecia           | Maria Tsoni, Paraskevi Patoucidou, Aikaterini Koffa, Marina Skordi                 | 45"74 |      |

| Pos | Nazione        | Atlete                                                                  | Tempo | Note |
| --- | -------------- | ----------------------------------------------------------------------- | ----- | ---- |
| 1   | Stati Uniti    | Alice Brown, Sheila Echols, Florence Griffith-Joyner, Evelyn Ashford    | 42"12 | Q    |
| 2   | Germania Ovest | Sabine Richter, Ulrike Sarvari, Andrea Thomas, Ute Thimm                | 42"69 | Q    |
| 3   | Bulgaria       | Tzvetanka Ilieva, Valia Demireva, Nadejda Gueorguieva, Jordanka Donkova | 43"07 | Q    |
| 4   | Francia        | Françoise Leroux, Muriel Leroy, Laurence Bily, Patricia Girard          | 43"66 | Q    |
| 5   | Canada         | Angela Bailey, Angela Phipps, Angela Issajenko, Katurah Anderson        | 43"82 |      |
| 6   | Ghana          | Veronica Bawuah, Dinah Yankey, Mercy Addy, Martha Appiah                | 44"30 |      |
| 7   | Cina           | Xiaoqiong Zhang, Shaomei Liu, Zhiling Xie, Caihua Zhang                 | 44"36 |      |
| -   | Colombia       | Amparo Caicedo, Norfalia Carabali, Ximena Restrepo, Olga Escalante      | dns   |      |

### Finale
| Record mondiale      | Germania Est (S. Gladish, S. Rieger, I. Auerswald, M. Gohr) | 41"37 | Canberra | 6 ottobre 1985    |
| Record olimpico      | Germania Est (R. Müller, B. Wöckel, I. Auerswald, M. Gohr)  | 41"60 | Mosca    | 1º agosto 1980    |
| Capolista stagionale | Germania Est (S. Moeller, I. Lange, K. Behrendt, M. Gohr)   | 41"73 | Berlino  | 13 settembre 1988 |

Sabato 1º ottobre 1988, Stadio olimpico di Seul.
| Pos | Nazionalità      | Atlete                                                                             | Tempo | Note |
| --- | ---------------- | ---------------------------------------------------------------------------------- | ----- | ---- |
|     | Stati Uniti      | Alice Brown, Sheila Echols, Florence Griffith-Joyner, Evelyn Ashford               | 41"98 |      |
|     | Germania Est     | Silke Moeller, Kerstin Behrendt, Ingrid Lange, Marlies Goehr                       | 42"09 |      |
|     | Unione Sovietica | Lioudmila Kondratieva, Galina Maltchougina, Marina Jirova, Natalia Pomochtchnikova | 42"75 |      |
| 4   | Germania Ovest   | Sabine Richter, Ulrike Sarvari, Andrea Thomas, Ute Thimm                           | 42"76 |      |
| 5   | Bulgaria         | Tzvetanka Ilieva, Valia Demireva, Nadejda Gueorguieva, Jordanka Donkova            | 43"02 |      |
| 6   | Polonia          | Joanna Smolarek, Jolanta Janota, Ewa Pisiewicz, Agnieszka Siwek                    | 43"93 |      |
| 7   | Francia          | Françoise Leroux, Muriel Leroy, Laurence Bily, Patricia Girard                     | 44"02 |      |
| -   | Giamaica         | Ethlyn Tate, Grace Jackson, Juliet Cuthbert, Merlene Ottey                         | dns   |      |